# Municípios da Islândia

Mapa municipal de nível inferior da Islândia.

Os municípios da Islândia são áreas administrativas locais na Islândia que prestam uma série de serviços aos seus habitantes, tais como jardins de infância, escolas primárias, gestão de resíduos, serviços sociais, habitação pública, transportes públicos, serviços a idosos e pessoas deficientes. Também governam o zoneamento e podem assumir voluntariamente funções adicionais se tiverem o orçamento para o feito. A autonomia dos municípios sobre os seus próprios assuntos é garantida pela Constituição Islandesa.
A tendência nos últimos anos tem sido a transferência de mais funções e poderes do estado para os municípios. Isso exigiu municípios maiores. O governo incentiva os municípios a se fundirem, mas adotou uma abordagem diferente da questão dos governos de outros países nórdicos, onde a fusão forçada é realizada regularmente (como a reforma municipal na Dinamarca que entrou em vigor em 2007). Em vez disso, o processo é voluntário. Os municípios negociam possíveis fusões entre si e qualquer fusão deve primeiro receber a aprovação do eleitorado constituinte do município em um referendo. Uma abordagem semelhante é usada pelo governo das Ilhas Faroé. No entanto, os municípios com uma população inferior a 50 podem ser forçados a se fundir.
O número de municípios atingiu o pico em meados do século XX. Havia 229 deles em 1950. Em 1995, seu número havia sido reduzido para 170. No ano 2000, apenas 124 municípios permaneciam na Islândia. Desde 1 de janeiro de 2025 existem 62 municípios. 

## História
A origem dos municípios remonta ao período da Comunidade Islandesa no século X, quando as comunidades rurais eram organizadas em comunas (hreppar) com o objetivo principal de prestar ajuda aos indivíduos mais pobres da sociedade. Quando a urbanização começou na Islândia durante os séculos XVIII e XIX, vários municípios independentes (kaupstaðir) foram criados. O papel dos municípios foi formalizado ainda mais durante o século XX e, no final do século, não havia mais nenhuma distinção oficial entre municípios urbanos e rurais.

## Governo
Os municípios são governados por conselhos municipais eleitos diretamente a cada quatro anos. As eleições municipais foram realizadas pela última vez em 26 de maio de 2018. Os tamanhos desses conselhos variam de cinco membros nos municípios menores a quinze nos maiores. A maioria dos municípios, exceto os muito pequenos, contrata um gerente executivo que pode ou não ser membro do conselho municipal. Esses gerentes são geralmente chamados de prefeitos (bæjarstjóri/borgarstjóri) nos municípios majoritariamente urbanos, mas "gerente municipal" (sveitarstjóri) nos municípios rurais ou mistos. É comum que esses gerentes executivos sejam contratados profissionalmente e politicamente independentes.

## Lista de municípios

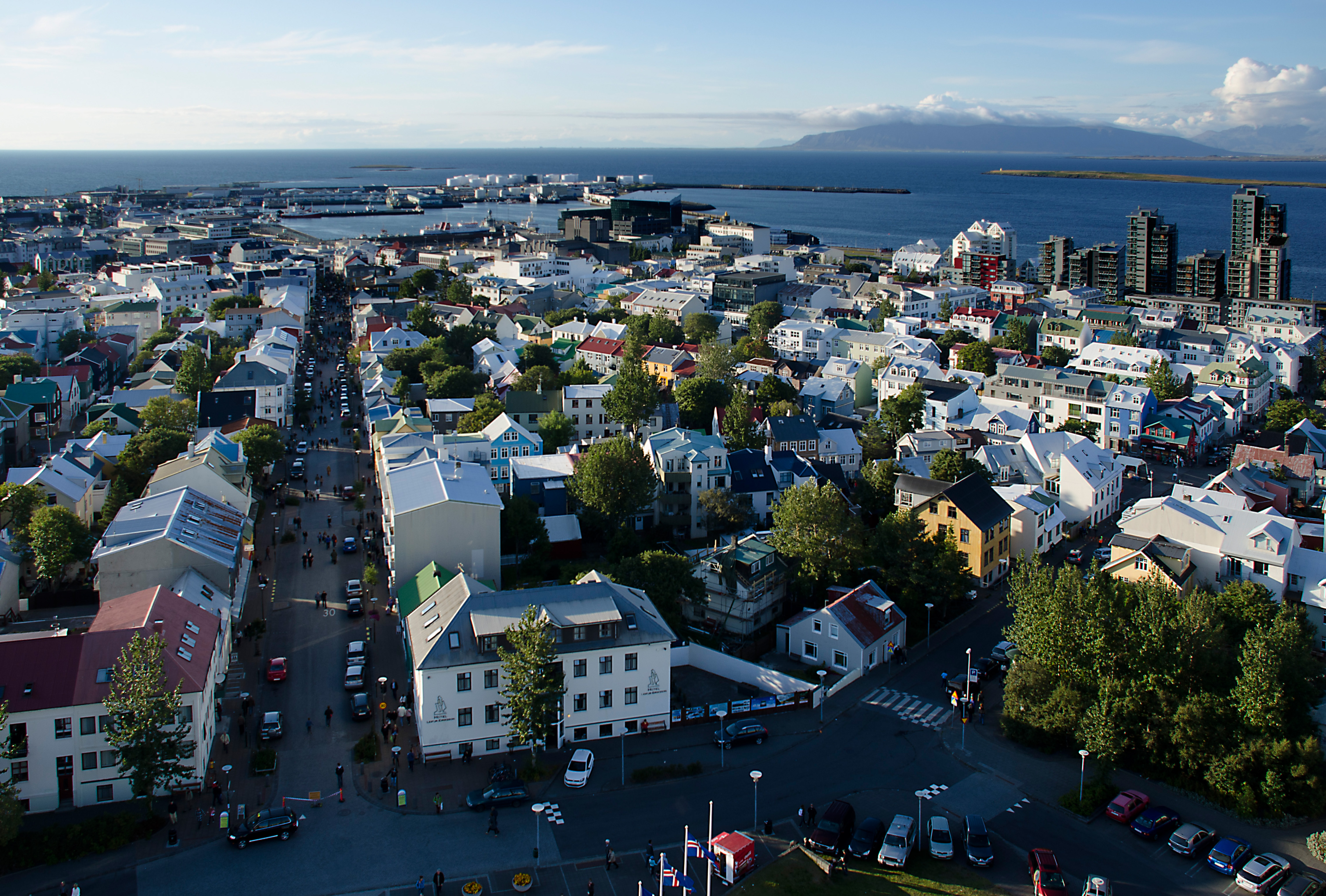
Reiquiavique, o município mais populoso da Islândia.

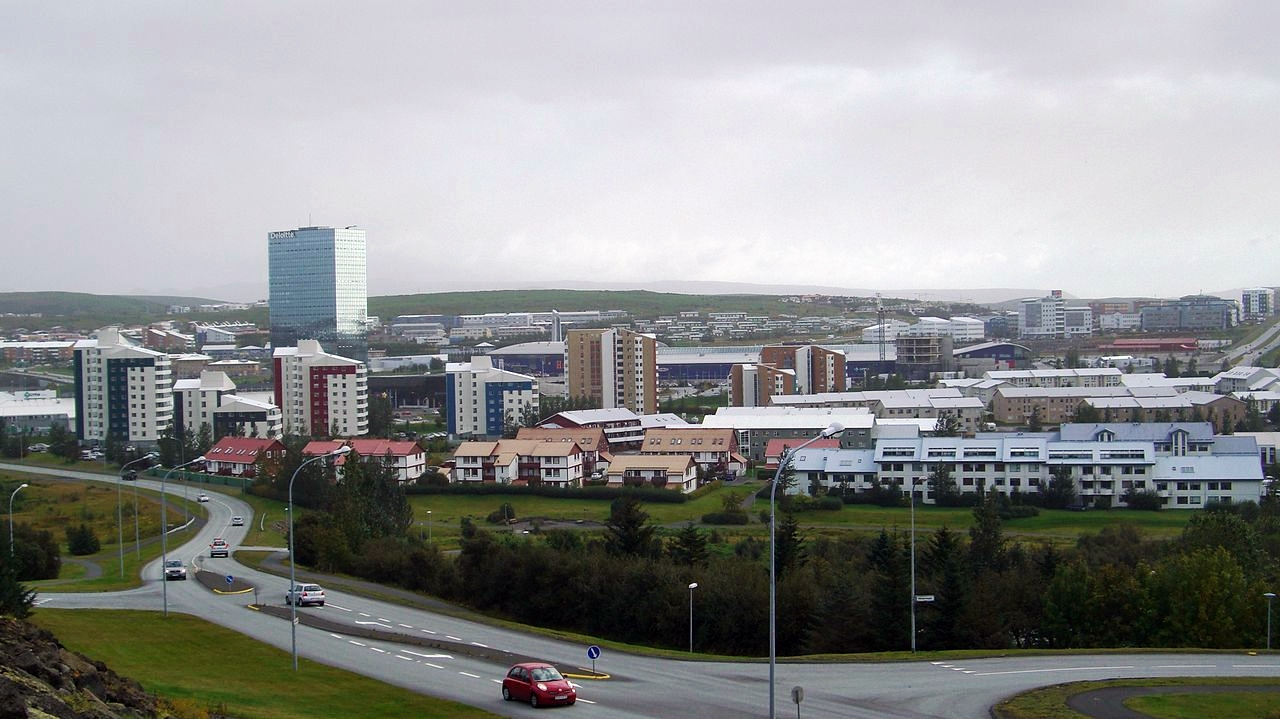
Kópavogur, segundo município mais populoso.

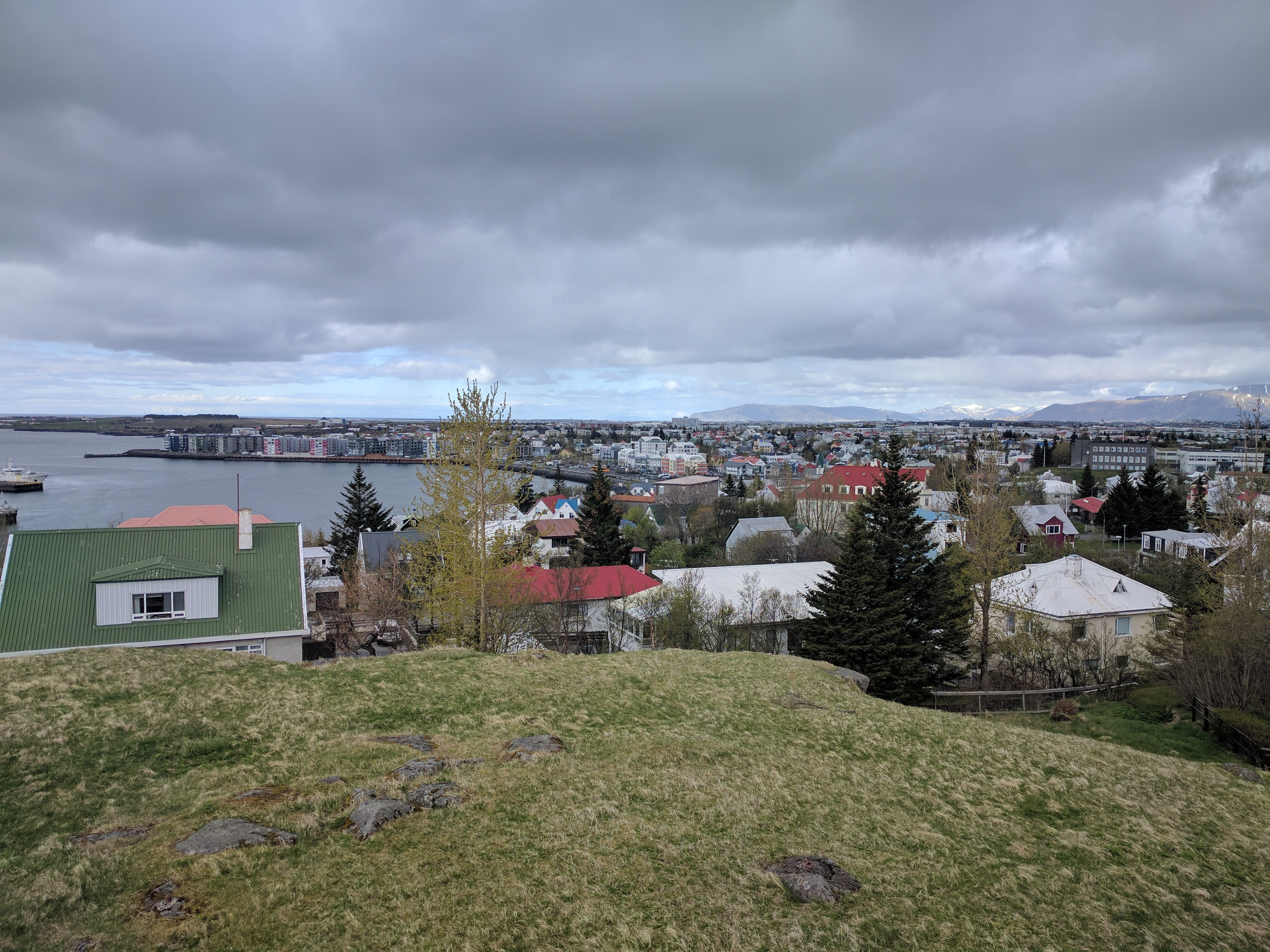
Hafnarfjördur, terceiro maior município por população.

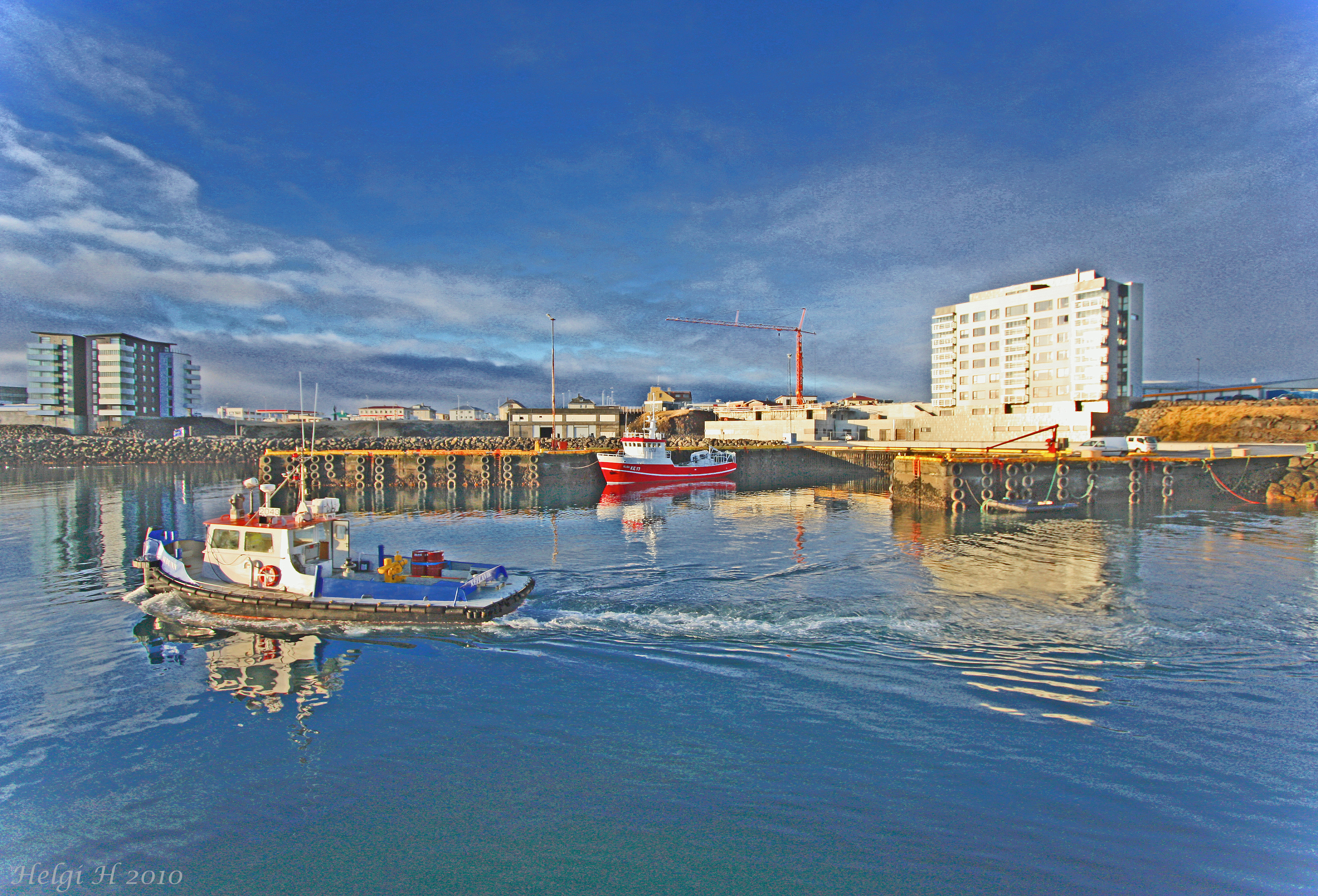
Reykjanesbaer

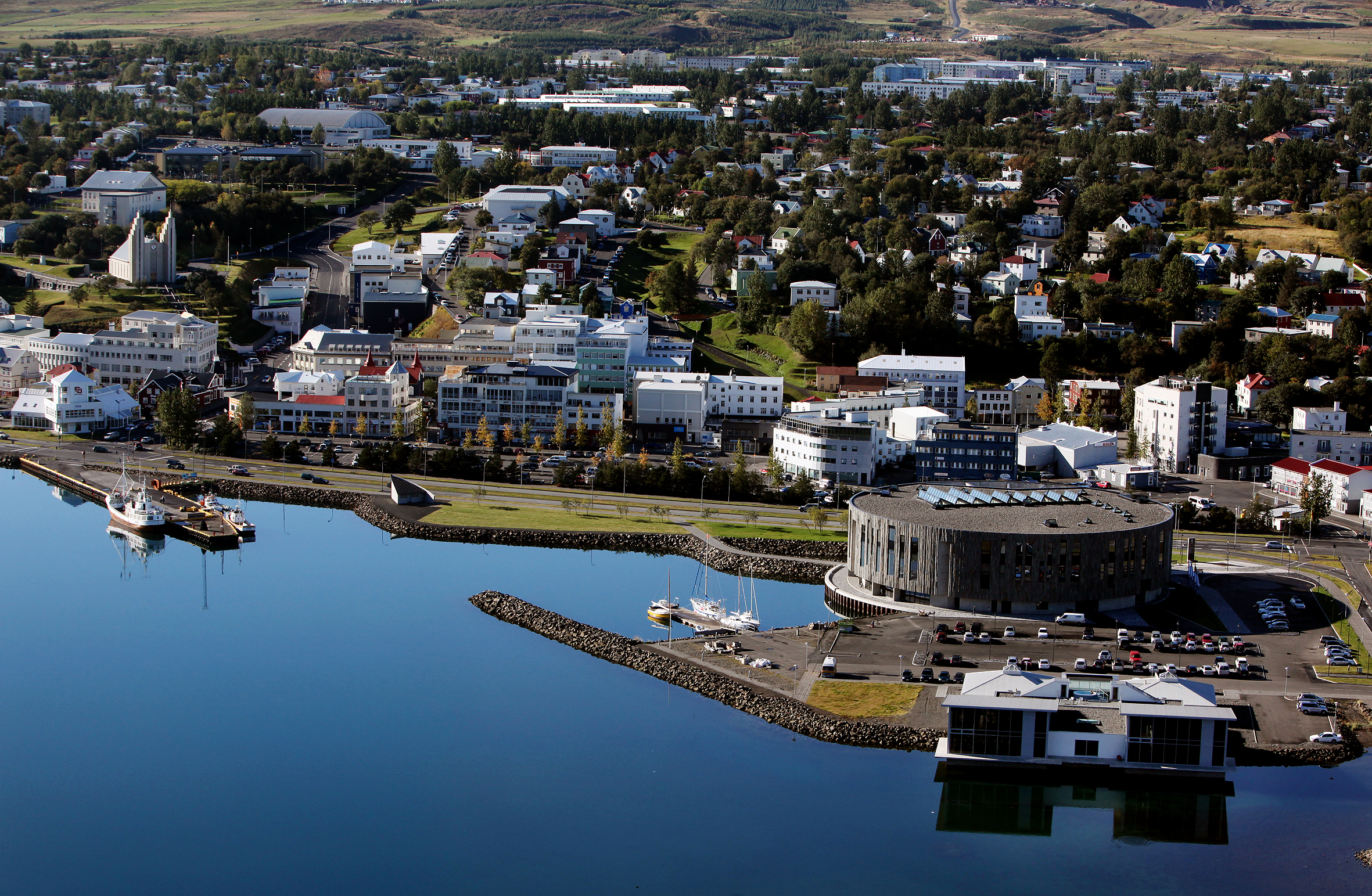
Akureyri, quarto maior município da Islândia, e a maior cidade fora do canto sudoeste densamente povoado da Islândia.

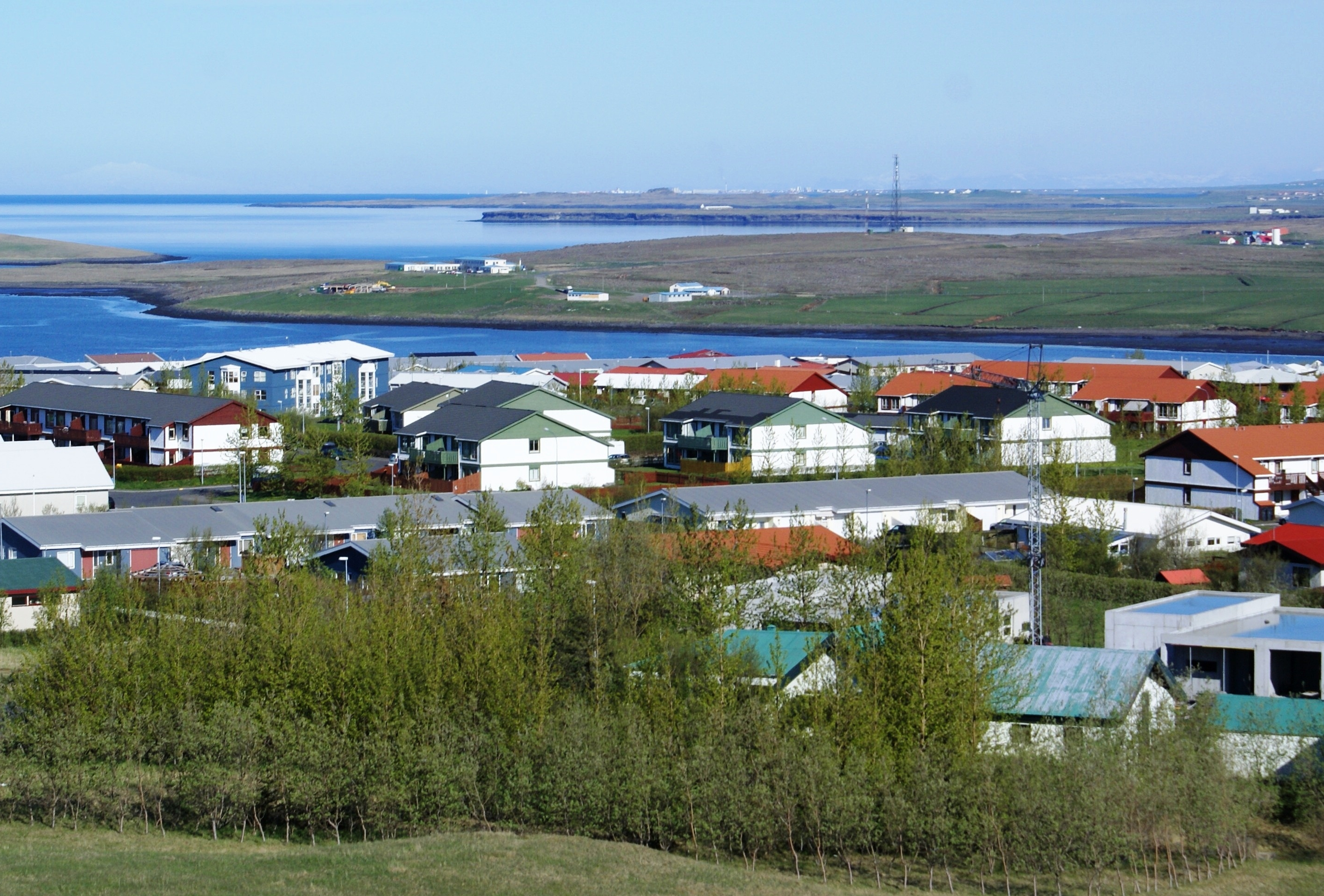
Mosfellsbaer.

### Municípios mais populosos - 2025
| Posição | Nome oficial            | Sede          | Região        | População (2025) | Área (km2) |
| ------- | ----------------------- | ------------- | ------------- | ---------------- | ---------- |
| 1       | Reykjavíkurborg         | Reiquiavique  | Capital       | 138 772          | 274,19     |
| 2       | Kópavogsbær             | Kópavogur     | Capital       | 40 040           | 79,99      |
| 3       | Hafnarfjarðarkaupstaður | Hafnarfjörður | Capital       | 31 525           | 144,07     |
| 4       | Reykjanesbær            | Keflavík      | Península Sul | 22 499           | 144,48     |
| 5       | Garðabær                | Garðabær      | Capital       | 20 116           | 75,46      |
| 6       | Akureyrarbær            | Akureyri      | Nordeste      | 20 050           | 135,55     |
| 7       | Mosfellsbær             | Mosfellsbær   | Capital       | 13 715           | 186,16     |
| 8       | Sveitarfélagið Árborg   | Tjarnabyggð   | Sul           | 12 064           | 157,19     |
| 9       | Akraneskaupstaður       | Akranes       | Oeste         | 8 285            | 8,57       |
| 10      | Fjarðabyggð             | Reyðarfjörður | Leste         | 5 247            | 1614,45    |

### Lista dos municípios - 2025[4]
- 1	Reykjavíkurborg	(	138772	)
- 2	Kópavogsbær	(	40040	)
- 3	Hafnarfjarðarkaupstaður	(	31525	)
- 4	Reykjanesbær	(	22499	)
- 5	Garðabær	(	20116	)
- 6	Akureyrarbær	(	20050	)
- 7	Mosfellsbær	(	13715	)
- 8	Sveitarfélagið Árborg	(	12064	)
- 9	Akraneskaupstaður	(	8285	)
- 10	Fjarðabyggð	(	5247	)
- 11	Múlaþing	(	5232	)
- 12	Seltjarnarnesbær	(	4585	)
- 13	Vestmannaeyjabær	(	4470	)
- 14	Skagafjörður	(	4316	)
- 15	Borgarbyggð	(	4102	)
- 16	Suðurnesjabær	(	4091	)
- 17	Ísafjarðarbær	(	3832	)
- 18	Hveragerðisbær	(	3300	)
- 19	Norðurþing	(	3114	)
- 20	Sveitarfélagið Ölfus	(	2757	)
- 21	Sveitarfélagið Hornafjörður	(	2589	)
- 22	Rangárþing eystra	(	2073	)
- 23	Fjallabyggð	(	1966	)
- 24	Rangárþing ytra	(	1940	)
- 25	Dalvíkurbyggð	(	1906	)
- 26	Sveitarfélagið Vogar	(	1741	)
- 27	Snæfellsbær	(	1669	)
- 28	Þingeyjarsveit	(	1453	)
- 29	Húnabyggð	(	1374	)
- 30	Bláskógabyggð	(	1362	)
- 31	Vesturbyggð	(	1314	)
- 32	Sveitarfélagið Stykkishólmur	(	1285	)
- 33	Grindavíkurbær	(	1246	)
- 34	Húnaþing vestra	(	1203	)
- 35	Eyjafjarðarsveit	(	1184	)
- 36	Bolungarvíkurkaupstaður	(	995 	)
- 37	Mýrdalshreppur	(	965 	)
- 38	Hrunamannahreppur	(	914 	)
- 39	Hörgársveit	(	847 	)
- 40	Grundarfjarðarbær	(	826 	)
- 41	Hvalfjarðarsveit	(	760 	)
- 42	Flóahreppur	(	726 	)
- 43	Vopnafjarðarhreppur	(	648 	)
- 44	Dalabyggð	(	645 	)
- 45	Skaftárhreppur	(	627 	)
- 46	Skeiða- og Gnúpverjahreppur	(	617	)
- 47	Grímsnes- og Grafningshreppur	(	575	)
- 48	Langanesbyggð	(	560 	)
- 49	Svalbarðsstrandarhreppur	(	504 	)
- 50	Sveitarfélagið Skagaströnd	(	462	)
- 51	Strandabyggð	(	405 	)
- 52	Grýtubakkahreppur	(	389 	)
- 53	Kjósarhreppur	(	301 	)
- 54	Ásahreppur	(	299 	)
- 55	Reykhólahreppur	(	246 	)
- 56	Súðavíkurhreppur	(	209 	)
- 57	Eyja- og Miklaholtshreppur	(	124	)
- 58	Kaldrananeshreppur	(	115 	)
- 59	Fljótsdalshreppur	(	90 	)
- 60	Skorradalshreppur	(	65 	)
- 61	Árneshreppur	(	60 	)
- 62	Tjörneshreppur	(	53	)

### Lista dos municípios - 2019
| Posição | Nome                          | Nome oficial                  | Região             | População (2019) | Área (km2) |
| ------- | ----------------------------- | ----------------------------- | ------------------ | ---------------- | ---------- |
| 1       | Reiquiavique                  | Reykjavíkurborg               | Capital            | 131 220          | 274,19     |
| 2       | Kópavogur                     | Kópavogsbaer                  | Capital            | 37 970           | 79,99      |
| 3       | Hafnarfjördur                 | Hafnarfjardarkaupstadur       | Capital            | 30 000           | 144,07     |
| 4       | Reykjanesbaer                 | Reykjanesbaer                 | Península Sul      | 19 430           | 144,48     |
| 5       | Akureyri                      | Akureyrarkaupstadur           | Nordeste           | 19 030           | 135,55     |
| 6       | Gardabaer                     | Gardabaer                     | Capital            | 16 920           | 75,46      |
| 7       | Mosfellsbaer                  | Mosfellsbaer                  | Capital            | 12 070           | 186,16     |
| 8       | Árborg                        | Sveitarfélagid Árborg         | Sul                | 10 060           | 157,19     |
| 9       | Akranes                       | Akraneskaupstadur             | Oeste              | 7 540            | 8,57       |
| 10      | Fjardabyggd                   | Fjardabyggd                   | Leste              | 5 060            | 1614,45    |
| 11      | Seltjarnarnes                 | Seltjarnarnesbaer             | Capital            | 4 720            | 2,11       |
| 12      | Vestmannaeyjar                | Vestmannaeyjabaer             | Sul                | 4 360            | 16,14      |
| 13      | Skagafjördur                  | Sveitarfélagid Skagafjördur   | Noroeste           | 4 030            | 4176,45    |
| 14      | Borgarbyggd                   | Borgarbyggd                   | Oeste              | 3 860            | 4926,85    |
| 15      | Ísafjardarbaer                | Ísafjardarbaer                | Fiordes Ocidentais | 3 810            | 2380,55    |
| 16      | Fljótsdalshérad               | Fljótsdalshérad               | Leste              | 3 620            | 8883,77    |
| 17      | Sudurnesjabaer                | Sudurnesjabaer                | Península Sul      | 3 590            | 82,46      |
| 18      | Grindavíkurbaer               | Grindavíkurbaer               | Península Sul      | 3 520            | 423,46     |
| 19      | Nordurthing                   | Nordurthing                   | Nordeste           | 3 120            | 3732,78    |
| 20      | Hveragerdi                    | Hveragerdisbaer               | Sul                | 2 700            | 9,03       |
| 21      | Hornafjördur                  | Sveitarfélagid Hornafjördur   | Leste              | 2 440            | 6309,44    |
| 22      | Ölfus                         | Sveitarfélagid Ölfus          | Sul                | 2 270            | 736,32     |
| 23      | Fjallabyggd                   | Fjallabyggd                   | Nordeste           | 2 010            | 363,83     |
| 24      | Rangárthing eystra            | Rangárthing eystra            | Sul                | 1 960            | 1839,93    |
| 25      | Dalvíkurbyggd                 | Dalvíkurbyggd                 | Nordeste           | 1 900            | 597,35     |
| 26      | Rangárthing ytra              | Rangárthing ytra              | Sul                | 1 680            | 3187,09    |
| 27      | Snaefellsbaer                 | Snaefellsbaer                 | Oeste              | 1 670            | 682,04     |
| 28      | Vogar                         | Sveitarfélagid Vogar          | Península Sul      | 1 310            | 164,4      |
| 29      | Stykkishólmur                 | Stykkishólmsbaer              | Oeste              | 1 210            | 10,53      |
| 30      | Húnathing vestra              | Húnathing vestra              | Noroeste           | 1 210            | 3022,83    |
| 31      | Bláskógabyggd                 | Bláskógabyggd                 | Sul                | 1 160            | 3300       |
| 32      | Eyjafjardarsveit              | Eyjafjardarsveit              | Nordeste           | 1 080            | 1774,83    |
| 33      | Vesturbyggd                   | Vesturbyggd                   | Fiordes Ocidentais | 1 020            | 1336,06    |
| 34      | Bolungarvík                   | Bolungarvíkurkaupstadur       | Fiordes Ocidentais | 960              | 108,08     |
| 35      | Blönduósbaer                  | Blönduósbaer                  | Noroeste           | 940              | 182,61     |
| 36      | Grundarfjardarbaer            | Grundarfjardarbaer            | Oeste              | 880              | 149,08     |
| 37      | Thingeyjarsveit               | Thingeyjarsveit               | Nordeste           | 860              | 5971,58    |
| 38      | Hrunamannahreppur             | Hrunamannahreppur             | Sul                | 820              | 1375,07    |
| 39      | Mýrdalshreppur                | Mýrdalshreppur                | Sul                | 720              | 749,09     |
| 40      | Seydisfjördur                 | Seydisfjardarkaupstadur       | Leste              | 690              | 212,64     |
| 41      | Flóahreppur                   | Flóahreppur                   | Sul                | 690              | 288,9      |
| 42      | Vopnafjardarhreppur           | Vopnafjardarhreppur           | Leste              | 660              | 1903,31    |
| 43      | Dalabyggd                     | Dalabyggd                     | Oeste              | 640              | 2426,88    |
| 44      | Hvalfjardarsveit              | Hvalfjardarsveit              | Oeste              | 630              | 481,06     |
| 45      | Skaftárhreppur                | Skaftárhreppur                | Sul                | 630              | 6944,26    |
| 46      | Hörgársveit                   | Hörgársveit                   | Nordeste           | 620              | 893,97     |
| 47      | Skeida- og Gnúpverjahreppur   | Skeida- og Gnúpverjahreppur   | Sul                | 610              | 2231,74    |
| 48      | Skútustadahreppur             | Skútustadahreppur             | Nordeste           | 500              | 6048,01    |
| 49      | Djúpavogshreppur              | Djúpavogshreppur              | Leste              | 500              | 1132,63    |
| 50      | Grímsnes- og Grafningshreppur | Grímsnes- og Grafningshreppur | Sul                | 500              | 899,44     |
| 51      | Svalbardsstrandarhreppur      | Svalbardsstrandarhreppur      | Nordeste           | 480              | 54,39      |
| 52      | Langanesbyggd                 | Langanesbyggd                 | Nordeste           | 480              | 1328,85    |
| 53      | Skagaströnd                   | Sveitarfélagid Skagaströnd    | Noroeste           | 470              | 52,6       |
| 54      | Strandabyggd                  | Strandabyggd                  | Fiordes Ocidentais | 460              | 1833,88    |
| 55      | Húnavatnshreppur              | Húnavatnshreppur              | Noroeste           | 370              | 3815,98    |
| 56      | Grýtubakkahreppur             | Grýtubakkahreppur             | Nordeste           | 370              | 431,43     |
| 57      | Reykhólahreppur               | Reykhólahreppur               | Fiordes Ocidentais | 260              | 1096,23    |
| 58      | Kjósarhreppur                 | Kjósarhreppur                 | Capital            | 250              | 284,08     |
| 59      | Tálknafjardarhreppur          | Tálknafjardarhreppur          | Fiordes Ocidentais | 250              | 175,38     |
| 60      | Ásahreppur                    | Ásahreppur                    | Sul                | 250              | 2942,32    |
| 61      | Súdavíkurhreppur              | Súdavíkurhreppur              | Fiordes Ocidentais | 210              | 750,35     |
| 62      | Akrahreppur                   | Akrahreppur                   | Noroeste           | 210              | 1366,01    |
| 63      | Eyja- og Miklaholtshreppur    | Eyja- og Miklaholtshreppur    | Oeste              | 120              | 383,51     |
| 64      | Borgarfjardarhreppur          | Borgarfjardarhreppur          | Leste              | 120              | 440,15     |
| 65      | Kaldrananeshreppur            | Kaldrananeshreppur            | Fiordes Ocidentais | 110              | 458,4      |
| 66      | Skagabyggd                    | Skagabyggd                    | Noroeste           | 90               | 488,59     |
| 67      | Svalbardshreppur              | Svalbardshreppur              | Nordeste           | 90               | 1154,31    |
| 68      | Fljótsdalshreppur             | Fljótsdalshreppur             | Leste              | 90               | 1516,3     |
| 69      | Skorradalshreppur             | Skorradalshreppur             | Oeste              | 70               | 215,8      |
| 70      | Helgafellssveit               | Helgafellssveit               | Oeste              | 70               | 242,94     |
| 71      | Tjörneshreppur                | Tjörneshreppur                | Nordeste           | 50               | 198,86     |
| 72      | Árneshreppur                  | Árneshreppur                  | Fiordes Ocidentais | 45               | 705,41     |